# 斯洛伐克LGBT權益
斯洛伐克的女同性戀、男同性戀、雙性戀與跨性別者權益正受到非LGBT族群的壓抑。同性性行為在斯洛伐克合法，但同志家庭卻不受平等保障。在斯洛伐克，人民普遍信仰天主教，因此有別於同是中歐國家的鄰國捷克和奧地利，對LGBT族群較不寬容，不過該國仍允許同性戀到軍隊服役也有制定反歧視保護的法律來保障同志族群的權益。

## 同性性行為相關法律歷程
捷克斯洛伐克自1962年起視同性性行為為合法。在同意年齡上，斯洛伐克自1990年起不對不同性傾向設有差別年齡，同意年齡均為15歲。

## 歧視與仇恨罪保護
2004年，斯洛伐克受歐洲聯盟影響，為求加入該組織而通過《反歧視法》；2008年，擴大該法適用範圍，禁止在職場、教育、家庭、社會服務等場域歧視不同性傾向者。
2013年5月，斯洛伐克國會修正刑法，將性傾向納入仇恨罪保障範圍中，加重因恐同症而起的仇恨犯罪行為之刑責。

## 概況
| 同性性行為合法化             | （自1962年） |
| 同意年齡平等化               | （自1990年） |
| 反歧視保護                   | （自2002年） |
| 同性婚姻                     | No           |
| 承認同性伴侶關係             | No           |
| 領養繼子女                   | No           |
| 同性領養                     | No           |
| 同性戀者得合法公開在軍隊服務 | （自2000年） |